# هيبتانيتروكوبان
الهيبتانيتروكوبان (بالإنجليزية: Heptanitrocubane) ويتم اختصارها HNC وهي عبارة عن متفجر تجريبي عالي جديد يعتمد على جزيء مكعب رباعي مكعب الكربون، ويرتبط ارتباطًا وثيقًا بالأوكتانيتروكوبان. يتم استبدال سبعة من ذرات الهيدروجين الثمانية الموجودة في زوايا جزيء الكوبان بمجموعات النترو، مما يعطي الصيغة الجزيئية النهائية C8HN7O14.
تم تركيب الهيبتانيتروكوبان لأول مرة من قبل نفس الفريق الذي قام بتوليف الأوكتانيتروكوبان، وهم فيليب إيتون وماوكسي زانغ في جامعة شيكاغو، في عام 1999 م. وتعد هذه المادة الأكثر انفجارًا بالاشتراك مع مادة إتش إم إكس (HMX)، إلا أن الهيبتانيتروكوبان قد يكون أكثر دمارًا بسبب كثافة البنية الكريستالية الخاصة به، والتي تعد أعلى من إتش إم إكس.